# Pression (technique de taille)
Pour les articles homonymes, voir Pression (homonymie).

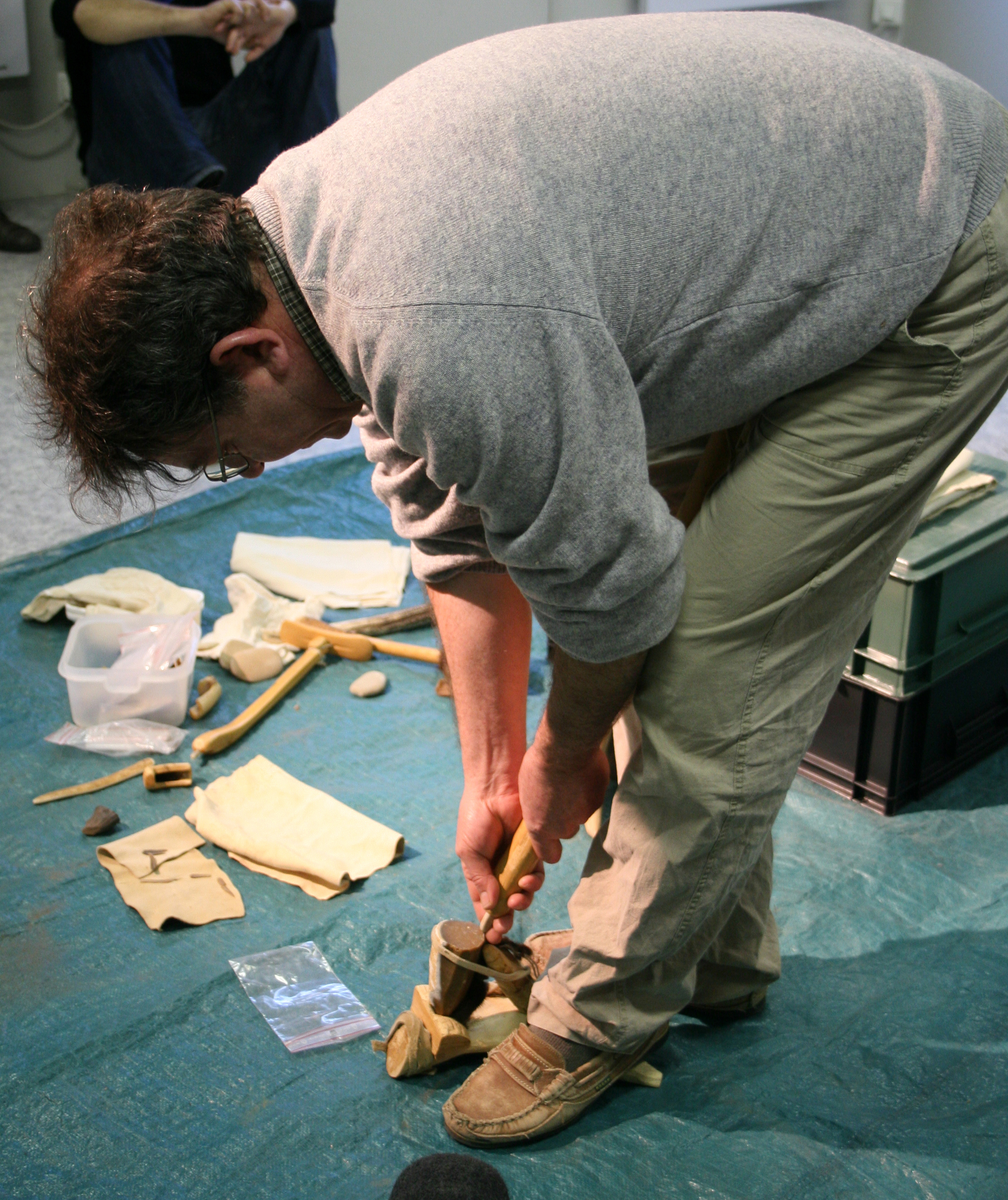
Démonstration de débitage par pression avec une béquille abdominale longue ; tailleur J. Pelegrin, CNRS (14 janvier 2011, Université du Mirail, Toulouse)

La pression est une technique de taille des roches dures utilisée depuis la Préhistoire. Elle consiste à détacher des éclats de matière non pas par percussion mais en exerçant une forte pression sur la roche taillée. Elle est utilisée pour le débitage et pour la retouche.

## Débitage par pression
Le débitage par pression est la technique qui apparaît le plus tardivement au cours de la Préhistoire. Elle permet, entre autres, de réaliser des lames régulières de dimensions très diverses ; de petites lamelles de 2 à 3 cm de long jusqu'à des lames de plus de 40 cm de long.

### Historique
Les premières recherches importantes et les premières expérimentations sur cette technique de débitage sont dues à Frank Hamilton Cushing dès 1875, et plus tard à Don Crabtree,. Ce chercheur a centré son travail sur les débitages laminaires d'Amérique centrale à l'époque précolombienne. Ces derniers sont connus non seulement par les vestiges archéologiques mais aussi par des documents écrits à la fois par les populations locales et par les colons espagnols qui ont pu observer eux-mêmes les tailleurs alors en activité. Grâce à ces documents, et notamment les croquis qui accompagnaient le texte, Crabtree a pu reconstituer certains outils utilisés par les tailleurs précolombiens.
En 1964, lors d'une réunion aux Eyzies, en Dordogne, il fait part de ses découvertes à ses collègues européens. Ceux-ci s'y intéressent alors et de leur côté conduisent de nouvelles expérimentations. Jacques Tixier a notamment étudié et publié une analyse des différents paramètres entrant en jeu dans cette technique. À sa suite, Jacques Pelegrin a conduit, et conduit encore de nouvelles expérimentations qui permettent d'en explorer l'ensemble des aspects ,.

### Principes
Le tailleur applique sur le bloc ou l'éclat la pointe de son outil, puis exerce ensuite une forte pression qui permet d'initier une fracture au niveau du point de contact ; cette dernière se propage très rapidement (en une fraction de seconde) et permet le détachement d'un fragment de roche.
Dans le débitage laminaire par pression, les expérimentations menées par différents chercheurs, notamment Jacques Tixier et Jacques Pelegrin, ont permis de montrer que la longueur de la lame ne dépendait pas de l'intensité de la pression exercée sur le nucléus,. À force égale, il est possible de détacher des lames de longueur très variable.
La largeur dépend par contre étroitement de ce paramètre : plus une lame est large, plus la force requise pour son détachement est importante. Elle est de l'ordre de plusieurs centaines de kilos pour le détachement de lames en silex ou roches équivalentes de 21 mm de large ou plus.
La force requise pour le détachement d'un éclat ou d'une lamelle par pression dépend également d'autres paramètres, en premier lieu la nature de la roche taillée. Sur des roches très homogènes à texture très fine, par exemple certaines variétés d'obsidienne, la force requise est beaucoup plus faible que sur des roches à texture plus grenue et/ou moins homogènes. De même, la chauffe préalable de certaines variétés de silex modifie leurs propriétés physiques et peut en faciliter le débitage.
Le second paramètre essentiel est la nature de la pointe de l'outil avec lequel est exercée la pression. À ce jour, les chercheurs ont identifié l'emploi de deux matériaux distincts pour le débitage des pièces archéologiques : le bois de cervidé et le cuivre. Ce métal, plus dur, facilite l'initiation de la fracture de la lame et à force égale permet de débiter des lames plus larges que le bois de cervidé.

### Origine et développement
Les premières preuves d'utilisation de la pression remontent à l'Aurignacien, au début du Paléolithique supérieur. Cette technique est alors employée pour le détachement de petits éclats de retouche et de petites lamelles.[réf. nécessaire] Au Solutréen elle commence à être précédée d'un traitement par le feu.
Elle se développe surtout au Néolithique et perdure jusqu'au début de l'Âge du bronze dans certaines régions.[réf. nécessaire]
Son emploi le plus récent est documenté par les débitages laminaires précolombiens d'Amérique centrale.

### Critères d'identification
La pression est rarement employée pour le détachement de gros éclats. Les éclats détachés par pression se distinguent de ceux débités par percussion par leur très faible épaisseur relativement à leur longueur et leur largeur.
La combinaison de plusieurs critères permet d'identifier l'utilisation de la pression pour le détachement d'une lamelle ou d'une lame :
- la régularité de l'épaisseur ;
- la régularité des nervures ;
- la rectitude du profil ;
- la faible épaisseur de la lame par rapport à sa largeur et/ou sa longueur ;
- la petitesse du talon.

Toutefois, en dehors du premier, ces critères ne se retrouvent pas systématiquement sur les supports laminaires détachés par pression. En outre, on peut dans certains cas retrouver plusieurs de ces critères associés dans des débitages laminaires réalisés par d'autres techniques. Des petites lames réalisées par percussion indirecte peuvent par exemple présenter des caractéristiques similaires à des exemplaires de dimensions identiques réalisés par pression.

### Les différents modes de pression
D'après les expérimentations effectuées par plusieurs chercheurs, les dimensions très variables que peuvent atteindre les lames détachées par pression découvertes dans les sites archéologiques correspondent à différents modes d'application de la force et de maintien du nucléus. Jacques Pelegrin et Éric Boëda déterminent qu'un changement de position du tailleur de pierres (debout, assis ou accroupi) suffit pour modifier la forme générale des outils dévités<. Jacques Pelegrin distingue 5 modes d'après ses nombreuses expérimentations et par comparaison avec les séries archéologiques. Du mode 1 au mode 5, les dimensions, notamment la largeur, des lamelles et des lames qu'il est possible d'obtenir augmentent. La différence entre les modes correspond à la variété des outils utilisés pour exercer la pression et pour maintenir le nucléus et correspond également à la position du tailleur.
Dans les lignes suivantes, les dimensions moyennes des lames et lamelles pour chaque mode correspondent à un débitage par pression au bois de cervidé sur silex non chauffé.
- Mode 1 : débitage par pression dans la main. Le tailleur tient directement le nucléus dans sa main. Les lamelles obtenues atteignent 5 mm de large pour quelques centimètres de long en moyenne.[réf. nécessaire]
- Mode 1b : débitage par pression dans la main avec dispositif de maintien du nucléus. Des lamelles de 8 mm de large peuvent être réalisées grâce à ce dispositif.[réf. nécessaire]
- Mode 2 : débitage à la béquille d'épaule. La béquille qui permet d'appliquer la pression sur le nucléus est positionnée sous l'aisselle. Les lamelles obtenues peuvent atteindre 10 mm de large.[réf. nécessaire]
- Mode 3 : débitage à la béquille abdominale courte. La béquille, de dimensions comparables à celle utilisée dans le mode 2, est positionnée sur l'abdomen. Les lames peuvent atteindre 12 mm de large et jusqu'à 8 cm de long.[réf. nécessaire]
- Mode 4 : débitage par pression debout à la béquille abdominale. Le tailleur est debout, la longue béquille est appuyée sur son abdomen, le nucléus placé dans un dispositif de maintien est à ses pieds. Les lames peuvent atteindre au maximum 20-21 mm de large, et une vingtaine de centimètres de long.[réf. nécessaire] Une béquille pectorale avec une pointe en bois de cervidé permet d'obtenir des lames d'environ 20-21 mm de largeur, et de 22-23 mm avec une pointe en cuivre[12].
- Mode 5 : débitage par pression utilisant un système de levier, qui décuple la force du tailleur. Les lames ainsi obtenues peuvent facilement dépasser 30 à 40 mm de large (jusqu'à 60 mm de largeur)[13],[14],[12] et peuvent exceptionnellement dépasser 40 cm de long.[réf. nécessaire]

Comme récemment démontré par J. Heredia, il est possible de repousser les limites du mode 4 (pression à la béquille pectorale), avec des séries laminaires en silex débitées à la pointe de cuivre sur silex entre 26 et 28 mm de largeur, sans avoir recours à l'utilisation du levier ; l'amélioration est obtenue par la façon de mettre en jeu le poids du corps et la puissance musculaire dans un mouvement de débitage très dynamique.

Démonstration de débitage par pression de J. Pelegrin, CNRS (14 janvier 2011, Université du Mirail, Toulouse)
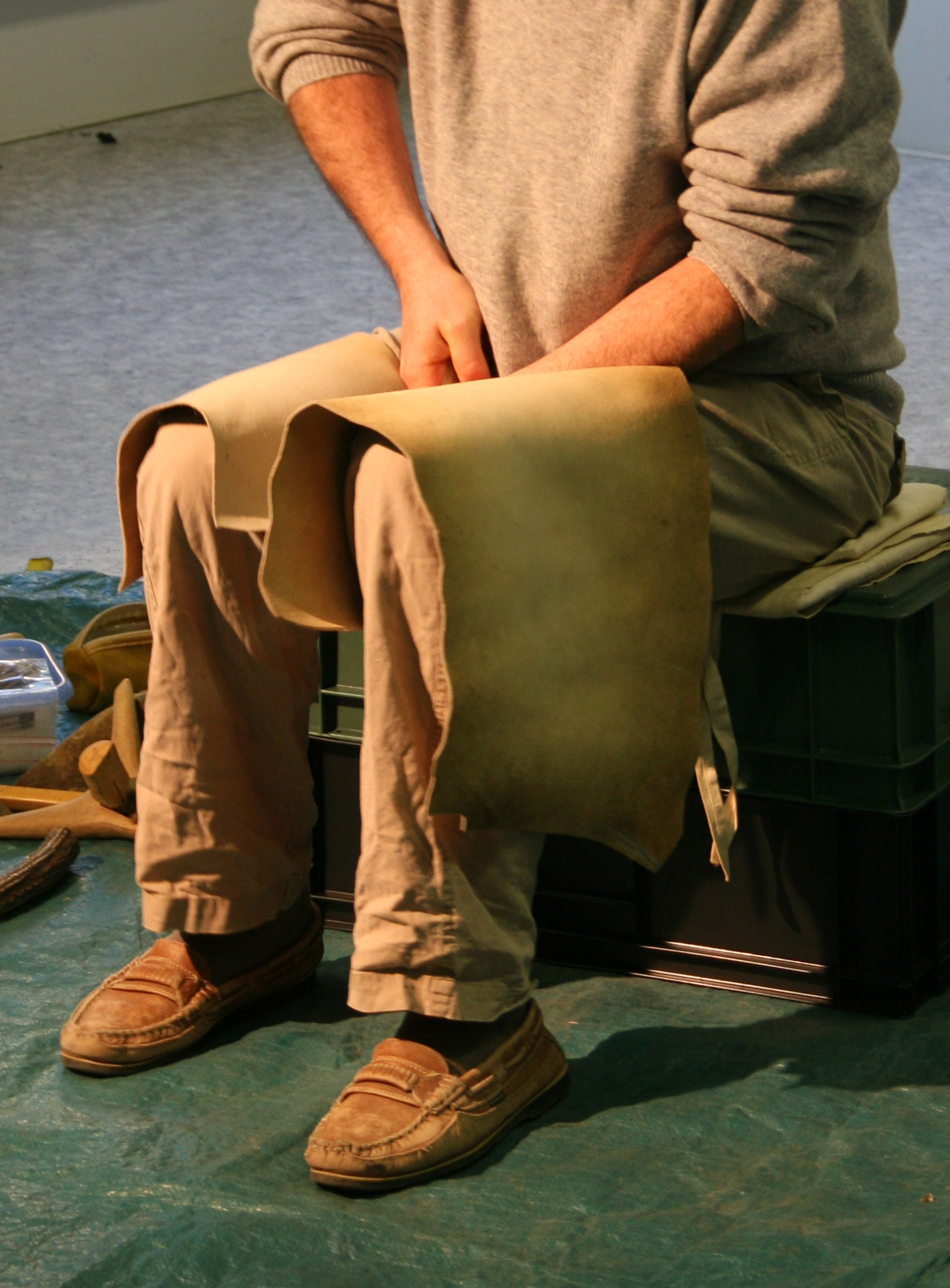
débitage par pression dans la main
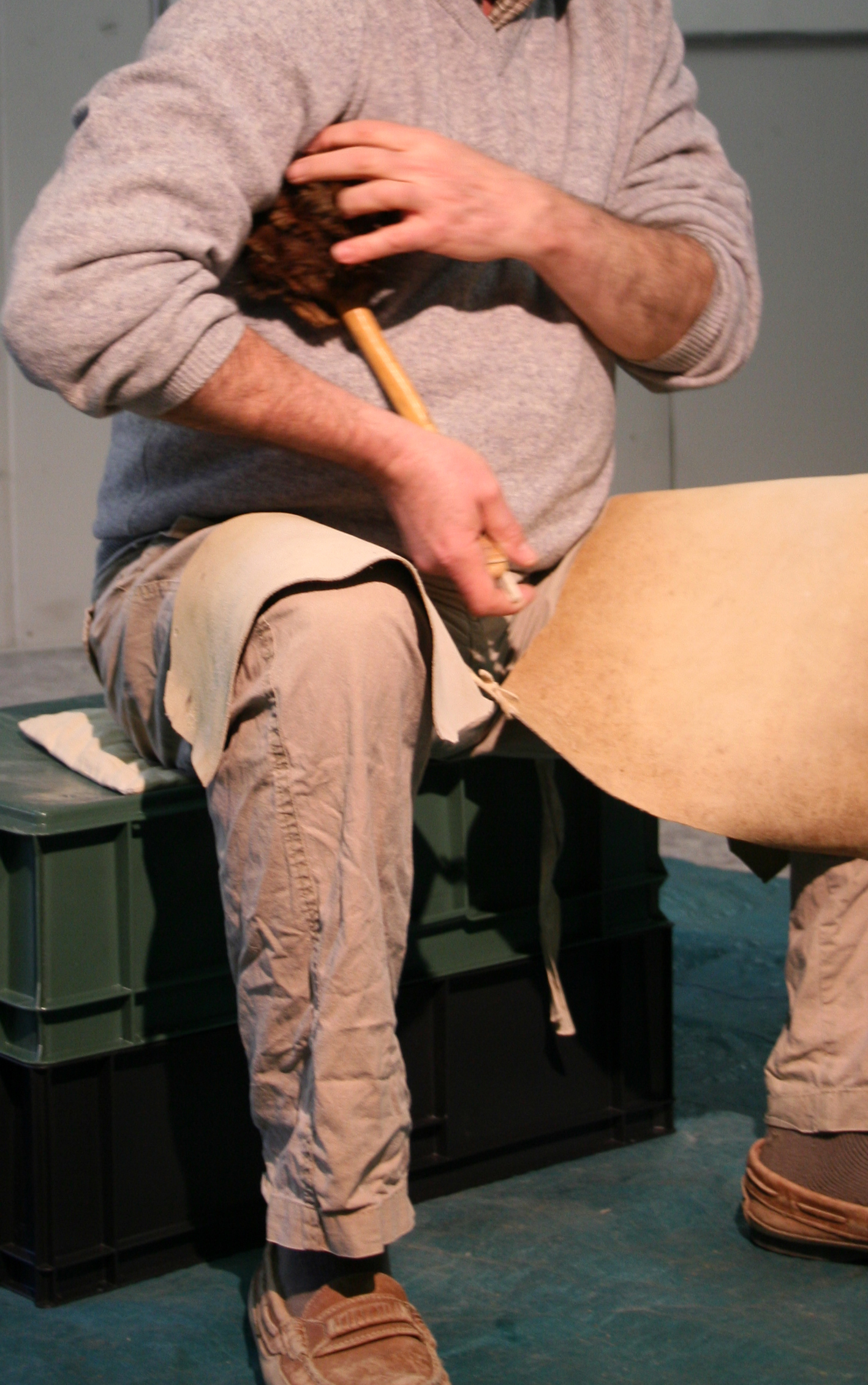
position pour le débitage par pression avec une béquille d'épaule
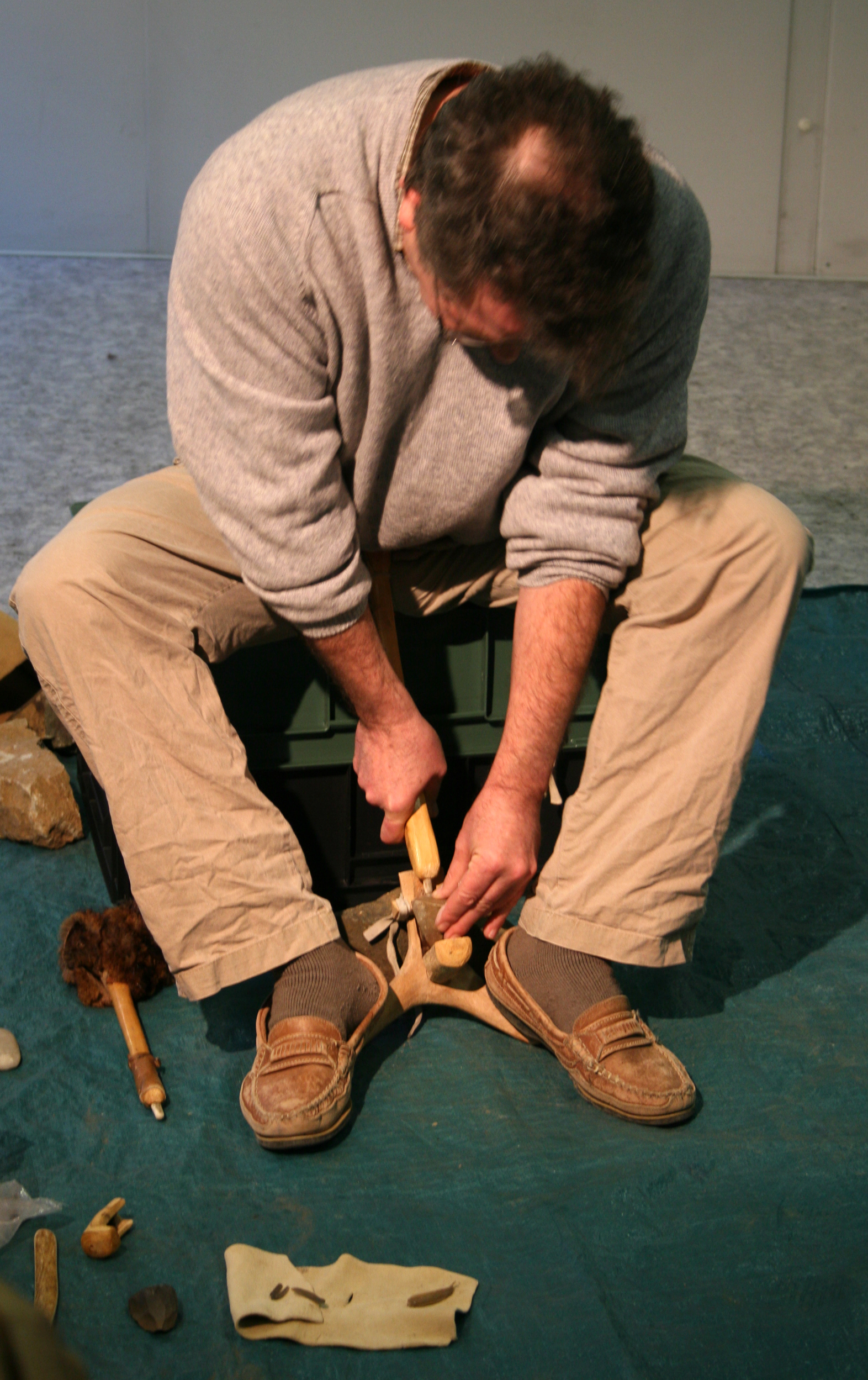
débitage par pression avec une béquille abdominale courte
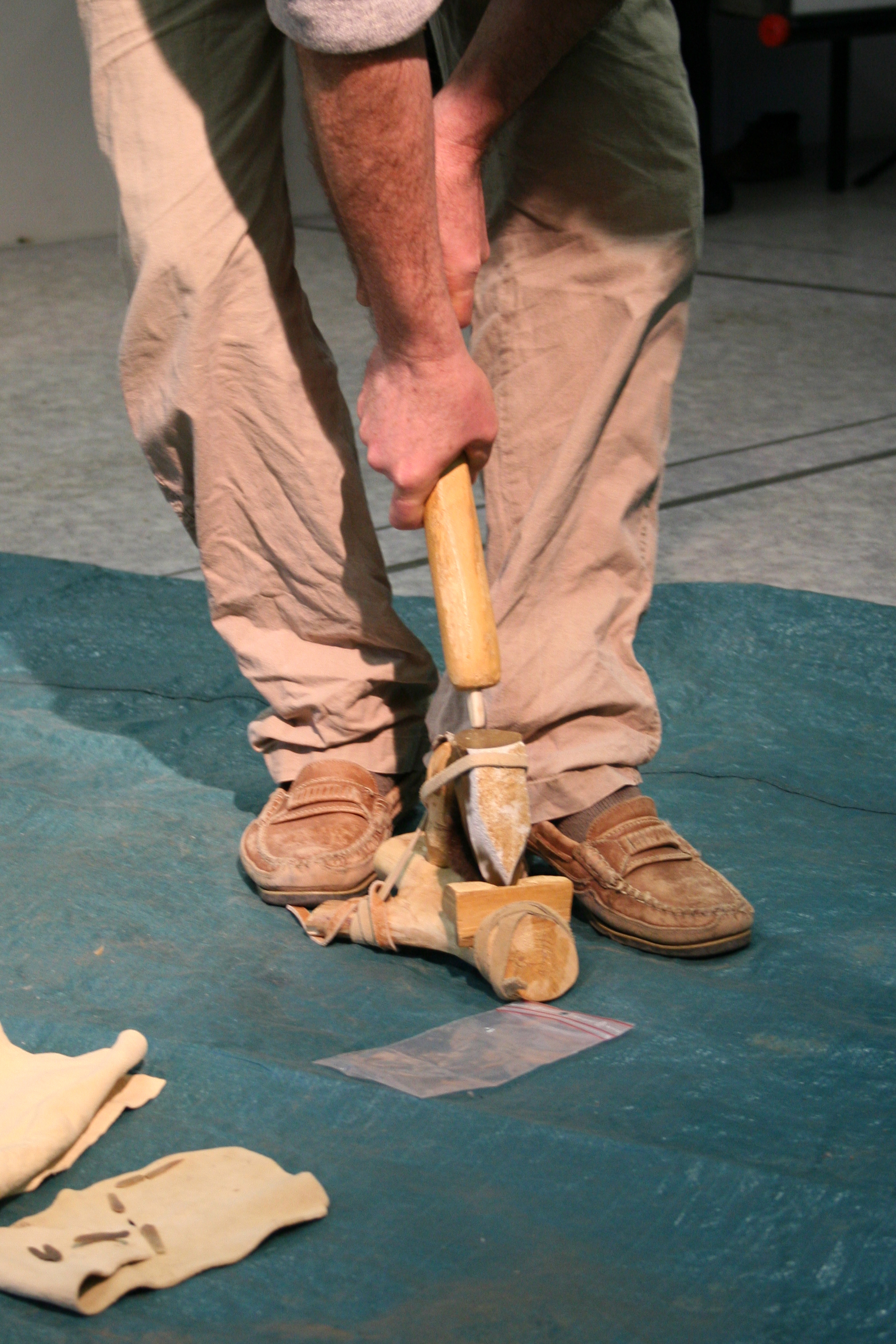
débitage par pression avec une béquille abdominale longue
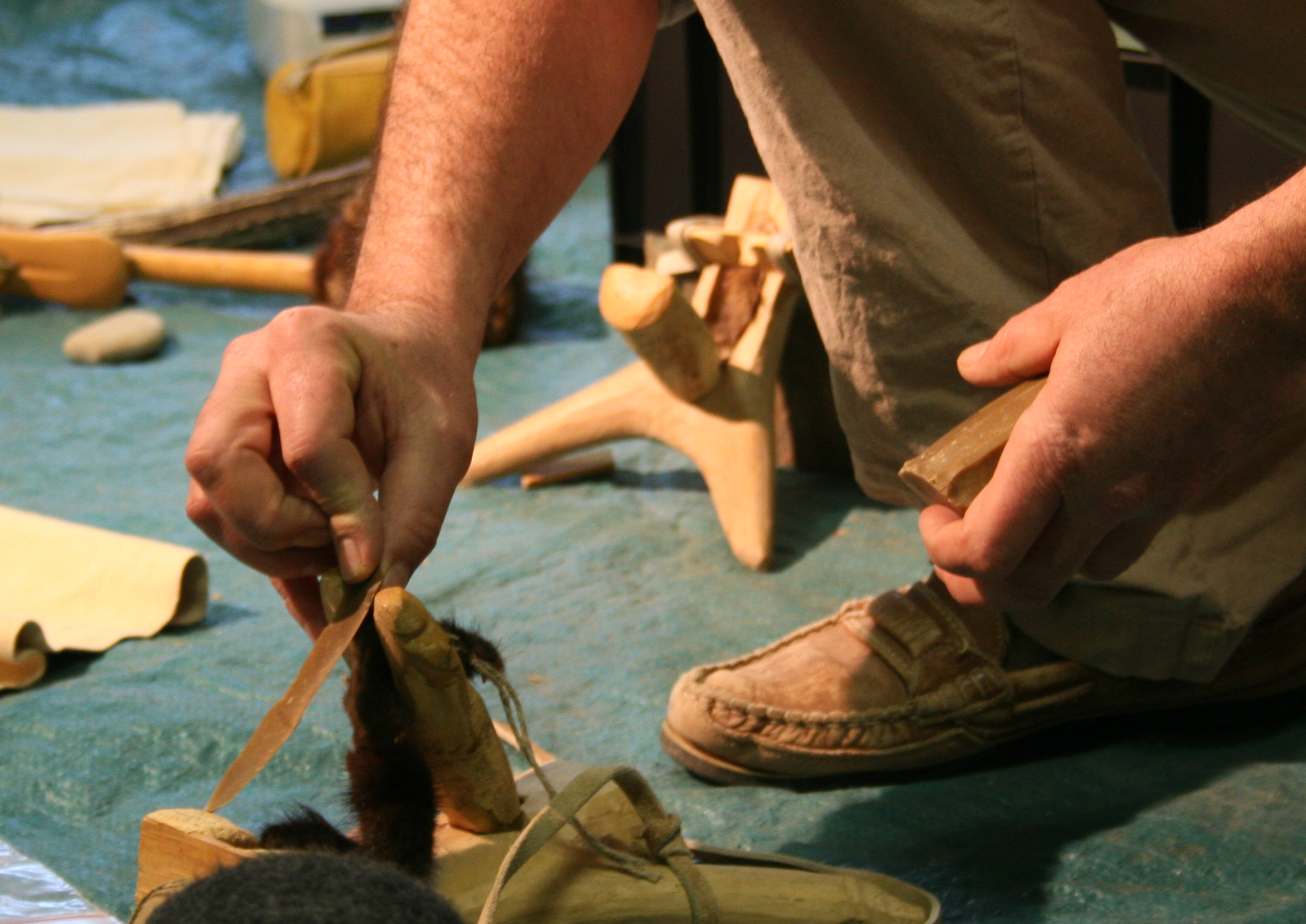
débitage par pression avec une béquille abdominale longue, détail de la lame détachée (main droite) et du nucléus (main gauche)

## Retouche par pression

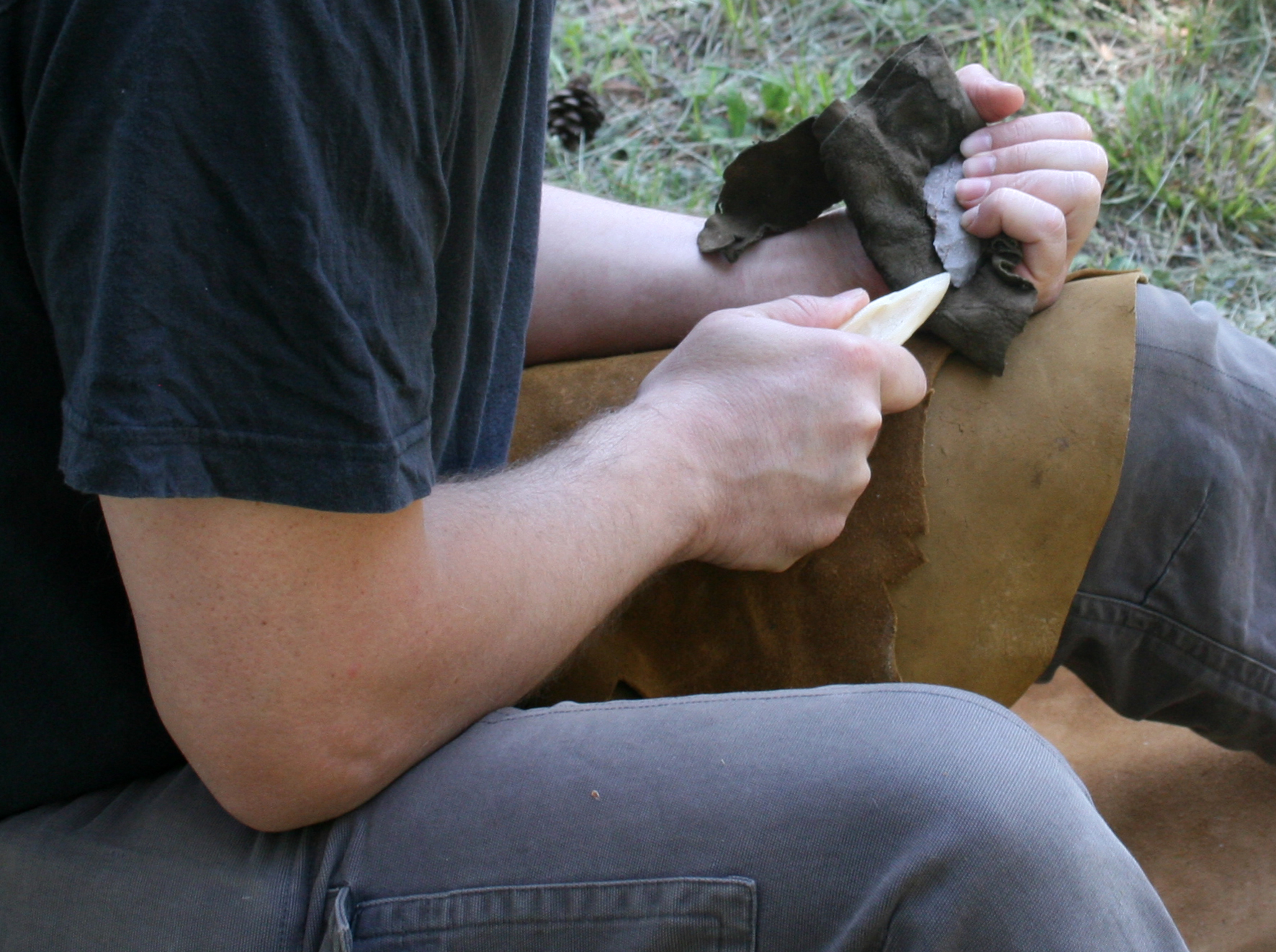
Retouche par pression avec un compresseur en os d'une pièce bifaciale en silcrète.

L'utilisation de la retouche par pression a longtemps été considérée comme une invention liée aux industries du Paléolithique supérieur européen, plus précisément au Solutréen, il y a environ 22 000 ans,.
C'est également à cette époque qu'apparaît le traitement par le feu, préalable au débitage et à la taille.
Les pointes à cran, les pointes à face plane et certaines feuilles de laurier solutréennes comptent parmi les outils caractéristiques de l'utilisation de la retouche par pression. Les critères d'identification généralement utilisés pour identifier cette technique sont la présence de concavités marquées sur les bords taillés (crans ou encoches), ainsi que la régularité des négatifs d'enlèvements.
Cette technique a également été utilisée pour produire des pointes de projectiles par les groupes de la fin du Néolithique en Europe, par les Amérindiens d'Amérique du Nord ou par les Aborigènes d'Australie. Selon les contextes chronologiques et géographiques, la pression peut être exercée à l'aide de compresseurs en os, en bois de cervidé, voire en cuivre dans le Néolithique final européen. Dans l'équipement d'Ötzi, individu du Néolithique retrouvé naturellement momifié dans un glacier alpin, figure un compresseur exceptionnellement conservé, consistant en une petite pointe en bois de cervidé insérée dans un manche en bois. La technique de la retouche par pression a également fait l'objet d'observations directes lors de sa mise en œuvre par Ishi, un Indien Yana hébergé par le muséum de l'université de Californie au début du XXe siècle.
Une étude expérimentale publiée en novembre 2010 a montré que la technique de la retouche par pression était déjà utilisée dans le Middle Stone Age d'Afrique australe il y a environ 75 000 ans. Cette technique a en effet été mise en œuvre pour la finition des pointes foliacées bifaciales en silcrète de la grotte de Blombos, en Afrique du Sud.